# Newtonsk gravitation
Newtonsk gravitation, Newtons tyngdelov, newtonsk tyngdekraft, gravitationsloven eller loven om universel gravitation er en klassisk mekanisk model for gravitation udviklet af Isaac Newton og udgivet i hans bog Philosophiae Naturalis Principia Mathematica i 1687. I følge modellen påvirker alle legemer hinanden med en tiltrækkende kraft, der har retning langs linjen gennem objekternes centre. Kraften mellem to legemer er proportional med produktet af de to legemers masse, mens den er omvendt proportional med afstanden i anden.
Den newtonske gravitation kan bruges til at udlede både Galileis faldlov og Keplers love. Newtonsk gravitation kan igen udledes vha. den generelle relativitetsteori.
Gauss' tyngdelov er en ækvivalent omformulering af Newtons tyngdelov.

## Kraften
Loven kan skrives som:
{\displaystyle {\vec {F}}=-{\frac {GMm}{r^{2}}}{\hat {r}}}
hvor
- {\displaystyle {\vec {F}}} er kraften.
- {\displaystyle M} er det ene legemes masse.
- {\displaystyle m} er det andet legemes masse.
- {\displaystyle r} er afstanden mellem de to legemer.
- {\displaystyle {\hat {r}}} er en enhedsvektor.
- {\displaystyle G} er den universelle gravitationskonstant, som er en proportionalitetskonstant.

Minustegnet skyldes, at kraften altid er tiltrækkende. Det ses desuden, at legemer uden masse ikke mærker en kraft og heller ikke kan påvirke andre legemer med en kraft. Tyngdekraften aftager med afstanden, men har uendelig rækkevidde.

## Approksimation tæt på jordoverfladen
For små afstande tæt på Jordens eller en anden planets overflade er kraften på legemet stort set konstant og afhænger derfor kun af legemets masse {\displaystyle m}. Den resterende faktor kaldes for tyngdeacceleration {\displaystyle {\vec {g}}}
{\displaystyle {\vec {g}}=-{\frac {GM}{R^{2}}}{\hat {r}}}
hvor {\displaystyle M} er planetens masse og {\displaystyle R} dens radius. Tyngdekraften er altså givet ved:
{\displaystyle {\vec {F}}=m{\vec {g}}}
Den skalare værdi er tilsvarende
{\displaystyle F=mg}
hvor minustegnet er indeholdt i {\displaystyle g}. En sammenligning med Newtons anden lov viser, at accelerationen {\displaystyle a} altså er konstant tæt på overfladen:
{\displaystyle a=g}
Dette er Galileis faldlov.

## Gravitationelt potentiale
Newtonsk gravitation giver også anledning til gravitationel potentiel energi {\displaystyle V}. Da
{\displaystyle V(r)=-\int {\vec {F}}\cdot d{\vec {r}}}
Følger det, at:
{\displaystyle V(r)=-{\frac {GMm}{r}}}
Det ses, at den potentielle energi er omvendt proportional med afstanden og ikke med kvadratet af afstanden.
Typisk refererer det gravitationelle potential {\displaystyle \varphi } dog til den potentielle energi pr. masse:
{\displaystyle \varphi (r)=-{\frac {GM}{r}}}
Dette er potentialet omkring massen {\displaystyle M}. 
Dette er en meningsfuld størrelse, da den negative gradient til potentialet er lig med tyngdeaccelerationen
{\displaystyle -\nabla \varphi (r)=-{\frac {GM}{r^{2}}}{\hat {r}}={\vec {g}}}
Jo stejlere potentialet er, jo højere er altså tyngdeaccelerationen.

## Gauss' tyngdelov
Newtons tyngdelov kan omskrives, så massen udskiftes med en massedensitet, hvilket er praktisk for ujævne legemer. Denne form kaldes for Gauss' tyngdelov:
{\displaystyle \nabla \cdot {\vec {g}}=-4\pi G\rho }
Indsættes udtrykket for det gravitationelle potentiale, ses det, at:
{\displaystyle {\begin{aligned}\nabla \cdot \left(-\nabla \varphi (r)\right)&=-4\pi G\rho \\\nabla ^{2}\varphi (r)&=4\pi G\rho \end{aligned}}}
Newtons tyngdelov er derved blevet formuleret som en Poisson-ligning.

## Anvendelser
En vigtig konsekvens af Newtons model er, at den beskriver, hvor hurtigt man skal rejse for at forlade Jorden permanent. Hvis man starter ved Jordens overflade i afstanden {\displaystyle R} til centrum, er den nødvendige ændring i potentiel energi {\displaystyle \Delta V} for at undslippe Jorden givet ved:
{\displaystyle {\begin{aligned}\Delta V&=\lim _{r\rightarrow \infty }V(r)-V(R)\\\Delta V&=0+{\frac {GMm}{R}}\end{aligned}}}
Hvis denne ændring sættes lig med den kinetiske energi {\displaystyle T} i starten - antaget at man flyver i en direkte linje væk fra Jorden - kan den nødvendige startfart {\displaystyle v_{\text{esc}}} udledes:
{\displaystyle {\begin{aligned}T&=\Delta V\\{\frac {1}{2}}mv_{\text{esc}}^{2}&={\frac {GMm}{R}}\\v_{\text{esc}}&={\sqrt {\frac {2GM}{R}}}\end{aligned}}}
Eksistensen af en undvigelseshastighed er ikke forudsagt af Galileis faldlov, og gravitationsloven er derfor helt essentiel for rumfarten.